# Johann Karl Lometsch
Johann Karl Lometsch (* 18. März 1786 in Kassel; † 20. Februar 1856 ebenda) war ein deutscher Politiker und Finanzminister im Kurfürstentum Hessen.

## Leben
Lometsch studierte nach seinem Abitur am Lyceum Fridericianum in Kassel ab 1804 Rechtswissenschaft an der Universität Rinteln und wurde danach Advokat. Anschließend übernahm er leitende Verwaltungsämter in der Landgrafschaft Hessen-Rotenburg. Er wurde 1834 in den kurhessischen Staatsdienst übernommen, arbeitete im Oberhofmarschallamt und der Hofdomänenkammer, war ab 1848 Direktor der Oberfinanzkammer und wurde 1850 kurzzeitig mit der Versehung des Finanzministeriums betraut. Danach arbeitete er für die Ablösungskommission und erledigte Vermögensgeschäfte des kurfürstlichen Hausschatzes.